# Крутец (Островский район)
Крутец — деревня в Островском районе Костромской области. Входит в состав Клеванцовского сельского поселения.

## География
Деревня расположена в южной части области на расстоянии примерно в 9 километрах по прямой к востоку от районного центра посёлка Островское.
Часовой пояс
Деревня Крутец как и вся Костромская область, находится в часовой зоне МСК (московское время). Смещение применяемого времени относительно UTC составляет +3:00.

## Население
| 2008 | 2010 | 2014 |
| ---- | ---- | ---- |
| 46   | ↗48  | ↗52  |

Национальный состав
Согласно результатам переписи 2002 года, в национальной структуре населения русские составляли 100 % из 63 чел..